# 伊森泰利峰

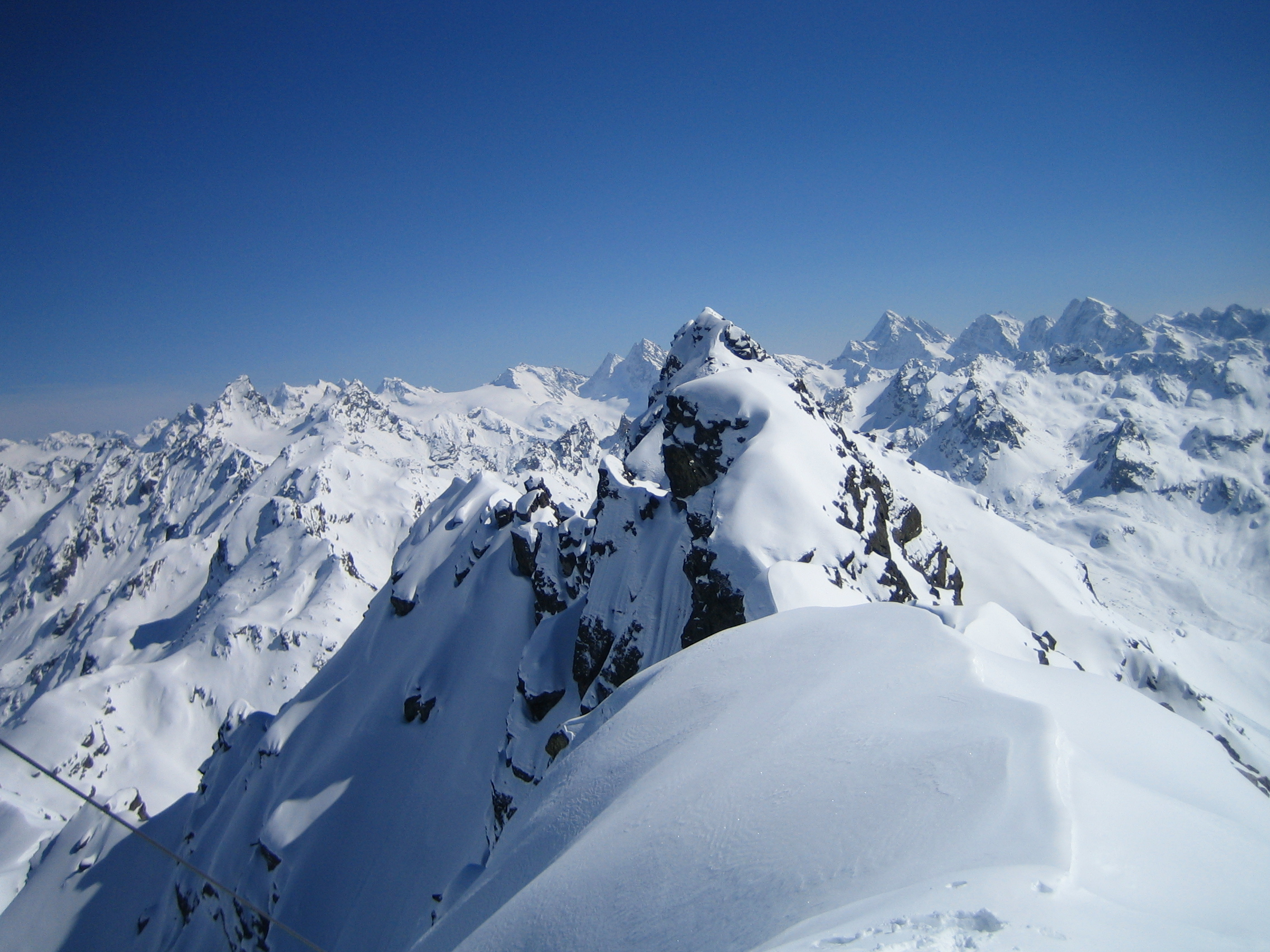

46°54′48″N 9°57′45″E / 46.91333°N 9.96250°E
伊森泰利峰（德語：Isentällispitz），是中歐的山峰，位於瑞士和奧地利接壤的邊境，屬於錫爾夫雷塔阿爾卑斯山脈的一部分，海拔高度2,873米，人類在1892年8月8日首次登峰。